# Середній Сайдис
Середній Сайдис (рос. Средний Сайдыс) — село Маймінського району, Республіка Алтай Росії. Входить до складу Кизил-Озьокського сільського поселення.
Населення — 269 осіб (2015 рік).